# Dominio proteico

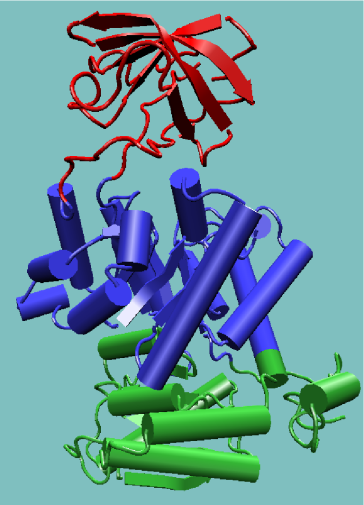
Proteína con tres dominios.

Un dominio proteico es la zona de la proteína donde se encuentra mayor densidad, es decir, donde hay más plegamientos. Una cadena polipeptídica puede tener uno o más dominios. Si una proteína está formada por más de una cadena polipeptídica, los dominios de cada cadena de polipéptidos son sus dominios. Inclusive una proteína formada por más de una cadena polipeptídica puede tener un solo dominio, compartido por las cadenas de polipéptidos.
Un dominio de proteína se autoestabiliza y se pliega independientemente del resto. Cada dominio forma una estructura tridimensional plegada compacta . Muchas proteínas constan de varios dominios. Un dominio puede aparecer en una variedad de proteínas diferentes. La evolución molecular usa dominios como bloques de construcción y estos pueden recombinarse en diferentes arreglos para crear proteínas con diferentes funciones. En general, los dominios varían en longitud desde aproximadamente 50 aminoácidos hasta 250 aminoácidos.

## Antecedentes
El concepto de dominio fue propuesto por primera vez en 1973 por Wetlaufer después de estudios de cristalografía de rayos X de lisozima de gallina y papaína y de estudios limitados de proteólisis de inmunoglobulinas. Wetlaufer definió dominios como unidades estables de estructura proteica que podían plegarse de forma autónoma. En el pasado, los dominios se describían como unidades de:
- estructura compacta[6]
- función y evolución[7]
- plegable.[8]

Cada definición es válida y a menudo se superpondrá, es decir, es probable que un dominio estructural compacto que se encuentra entre diversas proteínas se pliegue de forma independiente dentro de su entorno estructural. La naturaleza a menudo reúne varios dominios para formar proteínas multidominio y multifuncionales con un gran número de posibilidades. En una proteína multidominio, cada dominio puede cumplir su propia función de forma independiente o de manera concertada con sus vecinos. Los dominios pueden servir como módulos para construir grandes conjuntos, como partículas de virus o fibras musculares, o pueden proporcionar sitios catalíticos o de unión específicos como se encuentran en enzimas o proteínas reguladoras.

## Unidades de estructura proteica
La estructura primaria (cadena de aminoácidos) de una proteína en última instancia codifica su conformación tridimensional (3D) plegada de forma única.  El factor más importante que gobierna el plegamiento de una proteína en una estructura 3D es la distribución de cadenas laterales polares y no polares.  El plegado es impulsado por la ocultación de cadenas laterales hidrofóbicas en el interior de la molécula para evitar el contacto con el medio acuoso. Generalmente las proteínas tienen un núcleo de residuos hidrofóbicos, rodeado por una cáscara de residuos hidrófilos. Dado que los enlaces peptídicos en sí mismos son polares, se neutralizan mediante enlaces de hidrógeno entre sí cuando se encuentran en un entorno hidrófobo. Esto da lugar a regiones del polipéptido que forman patrones estructurales 3D regulares llamados estructura secundaria. Hay dos tipos principales de estructura secundaria: hélices alfa (α) y láminas (β).

### Motivos estructurales
Se ha descubierto que algunas combinaciones simples de elementos de la estructura secundaria ocurren con frecuencia en la estructura de la proteína y se denominan estructuras o  motivos supersecundarios.
El motivo de horquilla β consiste en dos hebras β antiparalelas adyacentes unidas por un pequeño bucle. Está presente en la mayoría de las estructuras β antiparalelas como una cinta aislada y como parte de láminas β más complejas.

El motivo β-α-β, es otra estructura supersecundaria común que se existe con frecuencia para conectar dos hebras β paralelas. La hélice α central conecta los terminales C de la primera hebra con los terminales N de la segunda hebra, empaquetando sus cadenas laterales contra la hoja β y, por lo tanto, protegiendo los residuos hidrófobos de las hebras β de la superficie.
La asociación covalente de dos dominios representa una ventaja funcional y estructural ya que hay un aumento en la estabilidad cuando se compara con las mismas estructuras asociadas no covalentes. Otras ventajas son la protección de los intermedios dentro de las hendiduras enzimáticas entre dominios que de otra manera podrían ser inestables en ambientes acuosos, y una relación estequiométrica fija de la actividad enzimática necesaria para un conjunto secuencial de reacciones.
La alineación estructural es una herramienta importante para determinar dominios.
Un dominio proteico puede ser funcional o estructural.

## Dominio funcional
El dominio funcional es una unidad modular de la proteína que lleva a cabo una función bioquímica determinada.

## Dominio estructural
El dominio estructural se refiere a un componente estable de la estructura.

## Métodos
El método de Wodak y Janin se fundamenta en las zonas de interfaz calcula entre dos segmentos de la cadena con varias incidencias en posiciones diferentes de residuos. Las áreas de interfaz se calculan mediante la comparación de las superficies de los segmentos troceados con la de la estructura nativa. Dominio de los límites potenciales pueden ser identificados en un sitio donde la zona de interfase se encontraba en un mínimo. Otros métodos han utilizado medidas de accesibilidad disolvente para calcular la compacidad.